# Zlostup
Zlostup este un sat din comuna Nikšić, Muntenegru. Conform datelor de la recensământul din 2003, localitatea are 27 de locuitori (la recensământul din 1991 erau 20 de locuitori).

## Demografie
În satul Zlostup locuiesc 20 de persoane adulte, iar vârsta medie a populației este de 41,2 de ani (34,2 la bărbați și 50,0 la femei). În localitate sunt 9 gospodării, iar numărul mediu de membri în gospodărie este de 3,00.
Populația localității este foarte eterogenă.
|  |

| Demografie | Demografie | Demografie |
| An         | Locuitori  | Locuitori  |
| ---------- | ---------- | ---------- |
|            |            |            |
|            |            |            |
|            |            |            |
|            |            |            |
| 1948       | 83         |            |
| 1953       | 88         |            |
| 1961       | 69         |            |
| 1971       | 54         |            |
| 1981       | 36         |            |
| 1991       | 20         | 20         |
| 2003       | 27         | 27         |

| \| Componența etnică conform recensământului din 2003[2] \| Componența etnică conform recensământului din 2003[2] \| Componența etnică conform recensământului din 2003[2] \| Componența etnică conform recensământului din 2003[2] \| Componența etnică conform recensământului din 2003[2] \| \| ----------------------------------------------------- \| ----------------------------------------------------- \| ----------------------------------------------------- \| ----------------------------------------------------- \| ----------------------------------------------------- \| \| \| \| \| \| \| \| Muntenegreni \| Muntenegreni \| \| 10 \| 37,03% \| \| Sârbi \| Sârbi \| \| 8 \| 29,62% \| \| necunoscută \| necunoscută \| \| 0 \| 0% \| |              |  |    |        |
| Componența etnică conform recensământului din 2003 |              |  |    |        |
| |              |  |    |        |
| Muntenegreni | Muntenegreni |  | 10 | 37,03% |
| Sârbi | Sârbi        |  | 8  | 29,62% |
| necunoscută | necunoscută  |  | 0  | 0%     |